# زيز العشب الصغير
زيز العشب الصغير (الاسم العلمي: Cicadetta)، جنس حشرات من الزيز الحولية ذات أحجام صغيرة تنتشر عبر أجزاء من مناطق المنطقة القطبية الشمالية القديمة، وإقليم هندوملاوي، والإقليم المداري الإفريقي.